# Brachypodosaurus
Brachypodosaurus (лат.) —  сомнительный род, возможно, птицетазовых динозавров, окаменелые остатки которого были обнаружены в позднемеловых (маастрихт) отложениях формации Ламета (Индия).
Род описан по единственной окаменелой кости, найденной на холме Чота-Симла (Chota Simla) недалеко от Джабалпура. В 1934 году геолог Дхирендра Кишор Чакраварти (Dhirendra Kishore Chakravarti) из Геологического музея Бенаресского индуистского университета посчитал её плечевой костью стегозавра и описал её как Brachypodosaurus gravis. Родовое название происходит от греческих слов βραχύς («короткий»), и πούς («нога»). Видовое название gravis в переводе с латинского означает «тяжелый». Таким образом, Чакраварти стал первым индийским ученым, давшим название динозавру.

## Описание
Голотип — IM V9. Длина кости составляет более 30 сантиметров. Чакраварти определил элемент как плечевую кость по наличию большого гребня на диафизе, который он принял за дельтопекторальный гребень. Статус плечевой кости проблематичен. Кость плоская, с гребнем на диафизе, не скручена вокруг своей продольной оси, сильно сужена над и под гребнями и не имеет чёткого головчатого выступа или мыщелков. Синапоморфии стегозавров не выражены.
Исходя из предположения, что он мог быть, по крайней мере, представителем тиреофор, его считали возможным анкилозавром, так как анкилозавры были сестринской группой по отношению к стегозаврам, а также просуществовали до позднего мелового периода (к этому возрасту относятся отложения формации Ламета). Однако даже в при такой интерпретации род считался nomen dubium из-за крайней скудности известных материалов.
В 2004 году  Matthew Lamanna и др. сочли маловероятным присутствие остатков птицетазовых динозавров в маастрихтских отложений Индии. Другой род позднего мелового периода из Индии, первоначально описанный как стегозавр, Dravidosaurus, также вызывает сомнения, поскольку, возможно, основан на останках плезиозавра.